# Glyvrar
Glyvrar [ˈgliːvɹaɹ] és un poble de l'illa d'Eysturoy, a les illes Fèroe. Forma part del municipi de Runavík. L'1 de gener del 2021 tenia 423 habitants. La localitat és una de les moltes que hi ha a la riba est del Skalafjørður, les quals formen una gran aglomeració urbana de 10 km d'extensió al llarg de la costa.
El poble apareix esmentat per primer cop a la documentació el 1584, tot i que segurament sigui més antic. L'església de Glyvrar va ser construïda el 1927 i va ser restaurada el 1981.
Del 1903 al 1928, hi va haver una escola de vela a Glyvrar, els graduats dels quals podrien convertir-se en capitans de vaixells de pesca.
A Glyvrar hi ha un museu de vida rural anomenat Bygdasavnið Forni.